# Psychologische astrologie
Psychologische astrologie, astropsychologie of jungiaanse astrologie is een 20e-eeuwse richting in de westerse astrologie, opgestart door psychologisch georiënteerde astrologen die voornamelijk geïnspireerd werden door de analytische psychologie van Carl Gustav Jung. Zij wilden breken met de middeleeuwse traditionele opvattingen over astrologie, die in hun ogen te deterministisch van karakter waren en ruimte geven aan een astrologie die zich kon verrijken met de moderne inzichten uit de dieptepsychologie. In de periode tussen 1930 en 1980 waren de belangrijkste pioniers van deze vorm van astrologie Dane Rudhyar, Liz Greene en Stephen Arroyo.
In zijn algemeenheid kan gesteld worden dat psychologisch georiënteerde astrologen zich verzetten tegen een deterministisch mensbeeld. In plaats daarvan zien ze de mens als een zich ontwikkelend wezen waarvan ze het groeipotentieel via de horoscoop zichtbaar kunnen maken. Psychologische astrologie presenteert zich als de astrologie van de vrije wil die de uniekheid en de keuzevrijheid van ieder mens vooropstelt. Hoewel toonaangevende psychologische astrologen zoals Liz Greene en Karen Hamaker een academische graad in psychologie behaalden, wordt deze discipline door de meeste andere psychologen beschouwd als pseudowetenschap.

## Carl Gustav Jung
In zijn onderzoek naar het bestaan van dromen en archetypen  kwam Jung tot het inzicht dat deze in verband konden worden gebracht met de beelden uit oude alchemistische en astrologische verhandelingen. Hij verwachtte sporen terug te vinden in deze oude wetenschappen over de werking van de menselijke psyche en onderzocht ook de claims van de astrologie. Hij vergeleek bijvoorbeeld de 'goden', de planeten in de astrologie met onbewuste psychische drijfveren:
"Het lijkt erop dat de horoscoop overeenkomt met een bepaald moment in het gesprek van de goden, dat wil zeggen van de psychische archetypen." (C.G. Jung) Ten aanzien van het principe van synchroniciteit en analogie zegt Jung het volgende: "Door zijn microkosmische natuur is de mens een zoon van de hemel, dat wil zeggen van de macrokosmos." Dergelijke denkbeelden over de mens die een deel uitmaakt van een geheel dat hem overstijgt (holisme) vond hij ook terug in het principe van de astrologie, verwoord door Hermes Trismegistus 'Zo boven zo beneden' en hij was verder gefascineerd door de rijke symbolen die hij er aantrof, symbolen die hij ook in dromen en tekeningen van zijn patiënten terugvond. Inzichten als deze spraken de psychologisch georiënteerde astrologen na hem sterk aan, want zij vermoedden dat astrologie en psychologie weleens goed zouden kunnen samengaan. De eerste die de aanzet gaf tot een 'nieuwe' astrologie was Dane Rudhyar in de jaren dertig van de 20e eeuw.

## Psychologische astrologen

### Dane Rudhyar
Rudhyar schreef in de loop van zijn carrière meer dan veertig boeken. Hij vestigde zijn reputatie met een astrologieboek dat het eerste was in zijn soort: The Astrology of Personality uit 1936. Hierin argumenteerde hij dat astrologie meer moest zijn dan waarzeggerij, en in staat was tot meer productieve en intuïtieve inzichten. Dit boek zou een van de meest invloedrijke verhandelingen worden over de astrologie van de vrije wil, dit ondanks Rudhyars wat omslachtige stijl die het werk niet altijd even leesbaar maakt.

### Liz Greene
Liz Greene schreef verschillende boeken gebaseerd op de 'jungiaanse psychologie' en andere vormen van dieptepsychologie, waarmee ze een grote bijdrage leverde aan de zogenaamde psychologische astrologie. Met haar boek Saturn: A New Look at an Old Devil had ze in 1976 veel succes. In dit werk trachtte ze het beeld van Saturnus als een kwaadaardige planeet die ongeluk bracht om te buigen in een meer objectieve voorstelling en dit sloeg aan bij haar lezers.

### Stephen Arroyo
Stephen Arroyo, een Amerikaanse astroloog, schreef zeven boeken over psychologisch georiënteerde astrologie. Zijn stelling is dat het individu zowel op fysiek als psychologisch gebied de impact ondervindt van het energieveld zoals voorgesteld door een horoscoop. In zijn werk herformuleert hij oude astrologische concepten in psychologische termen en hij verwerpt radicaal het fatalisme en de negativiteit van de oude astrologie.

### Anderen
In Zwitserland ontwikkelden Bruno en Louise Huber ook hun eigen methode van 'astrologische psychologie', de Huber-methode, die werd beïnvloed door het werk van Roberto Assagioli en zijn psychosynthese. In 1962 stichtten zij de Huber School van de astrologie.